# ジョージ・ハミルトン＝ゴードン (第6代アバディーン伯爵)
第6代アバディーン伯爵ジョージ・ハミルトン＝ゴードン（英語: George Hamilton-Gordon, 6th Earl of Aberdeen、1841年12月10日 – 1870年1月27日）は、イギリスの貴族。1860年から1864年までハッドー卿の儀礼称号を使用した。

## 生涯
第5代アバディーン伯爵ジョージ・ハミルトン＝ゴードンと妻メアリー（Mary、1815年ごろ – 1900年4月3日、旧姓ベイリー（Baillie）、ジョージ・ベイリーの娘）の長男として、1841年12月10日にエディンバラのホリールードで生まれた。
1864年3月22日に父が死去すると、アバディーン伯爵位を継承、同年7月25日に貴族院議員に就任した。父が死去したとき、ハッドー卿はニューブランズウィック州副総督で叔父にあたるアーサー・ハミルトン＝ゴードン閣下を訪れており、父の死去の報せを聞くとすぐに帰国した。スコットランドには1年半ほど滞在し、領地管理や義勇兵運動（Volunteer movement）に積極的に取り組んだ。
1866年1月にポモナ号（Pomona）に乗ってリヴァプールからニューブランズウィックに向かい、4月に叔父を再び訪れた後、第4代ゴスフォード伯爵アーチボルド・アチソンとグラント・ピーターキン（Grant Peterkin）とともにアメリカを旅し、5月にボストンに着いた。
ボストンに到着した以降はジョージ・H・オズボーン（George H. Osborne）の仮名を名乗り、1866年夏にはボストンからカナリー諸島に向かった。同年10月にボストンに戻った後、海員としてホノルル行きの宣教団の船に乗ろうとしたが、経験を証明できないとして拒否された。これによりアバディーン伯爵は冬をボストンで過ごし、海員学校と商業学校に通った。卒業後にニューヨークで船員の試験を受け、経験不足によりmasterの試験は受験できなかったが、master's mateの試験を満点に近い点数で合格、翌年にはmasterの試験にも合格した。1867年3月に船員として商船に乗り、アラバマ州モービルに向かったがそこで指の怪我を負い、一旦ニューオーリンズに戻った。同年4月28日より再び乗船してメキシコのベラクルスに向かったが、フランスのメキシコ出兵により船がベラクルスに抑留され、8月にようやくニューヨークに戻った。次にトリニダード島に向かい、帰路にタークス諸島にも立ち寄った。1868年にはメイン州リッチモンドに住居を構え、以降航海から戻ってきたときは常にリッチモンドに戻るようになった。その後は航海でテキサス州ガルベストンやフロリダ州ペンサコーラに立ち寄った。
1870年1月初、ボストンでメルボルン行きのヘラ号（Hera）のケント船長（Kent）に出会い、14日に船員クルーに加入した。ヘラ号は22日に出港した。そして、27日の午前4時から8時まで、アバディーン伯爵が操船の当番を務めることになり、ちょうど伯爵が帆を下ろそうとしたときに船が大きく揺れ、伯爵がダウンホールの輪にはまってしまった後に海に投げ出された。船員たちはすぐさまに伯爵に向かってロープを投げたり、救命ボートを準備したりしたが、伯爵がロープにつかまれず、救命ボートも間に合わなかったことで伯爵はそのまま行方不明になり、溺死したとされる。
本国では伯爵からの手紙が長らく届いていないこともあり、すでに1869年11月には家族が聖職者のW・B・アレクサンダー（W. B. Alexander）に捜索を依頼していた。1870年8月中旬になってようやく伯爵死去の報せがメルボルンからアレクサンダーに届き、アレクサンダーは翌日にすぐに発ち、伯爵の家族に報せを届けた。伯爵は生涯未婚であり、貴族院で伯爵の死が証明された後は弟ジョンが爵位を継承した。